# Blagovest Sendov
Blagovest Khristov Sendov (en búlgaro: Благовест Христов Сендов; Asenovgrad, 8 de febrero de 1932-19 de enero de 2020) fue un político, diplomático, matemático y estadista búlgaro. Presentó su candidatura para las  elecciones de 1992 en Bulgaria.
Falleció a los ochenta y siete años según anunció la Academia de Ciencias de Bulgaria (BAS).

## Ámbito profesional
Se graduó en Matemáticas y Física en la Universidad de Sofía en 1956. Llegó a ser en 1974 rector y vicepresidente de la Academia de Ciencias de Bulgaria, entre 1988 y 1991 fue el presidente de dicha academia. En 1979 introdujo un nuevo método de enseñanza.
En 2000 fue miembro de la Academia Serbia de Ciencias y Artes, debido a su dedicación por resolver el problema matemático de los polinomios, creando la Conjetura de Sendov.
Publicó más de doscientos trabajos científicos sobre las matemáticas y la informática.

## Ámbito político
Candidato independiente a las elecciones presidenciales de 1992, logró un cuarto lugar con 113 897  votos, correspondientes al 2,24% de los sufragios.
Elegido Diputado de la Asamblea Nacional (1995-2002), durante este período le correspondió la Presidencia de la Asamblea (1995-2000), tras un acuerdo político con el Partido Socialista Búlgaro y el Partido Comunista Búlgaro.
Nombrado Embajador en Japón (2003-2004).